# Birgerbohlinia
Birgerbohlinia és un gènere extint de giràfid. Fou descrit per Crusafont Pairó i Villalta el 1951. Se n'han trobat restes fòssils al municipi anoienc de Piera.